# 愛してます (河合奈保子の曲)
「愛してます」（あいしてます）は、河合奈保子が1980年12月10日にリリースした3枚目のシングルである(EP: AH-1)。

## 解説
- 今作よりシングル・レコードの規格品番が「AK-」から「AH-」に変更され、価格も600円から700円に引き上げられた。
- B面の「そしてシークレット」とともに、アルバム『トワイライト・ドリーム』（1981年）に収録されている。
- オリコンでは最高位14位（100位内15週）、18.0万枚のセールスとなった[1]。

## 収録曲
- 両楽曲共に、作詞：伊藤アキラ／作曲：川口真／編曲：船山基紀

1. 愛してます（3分39秒）
2. そしてシークレット（3分21秒）

## 演奏
- Drums: Hideki Yamaki
- Bass: Michio Nagaoka
- E.Guitar: Fujimaru Yoshino
- Keyboards: Maki Tashiro
- Percussion: Nobu Saitoh
- Oboe: Masakazu Ishibashi
- Mandline: Ikuo Takeuchi, Sanae Tanaka
- Strings: Ohno group
- Background vocals: Mints